# Dekanat błoński
Dekanat błoński – jeden z 25 dekanatów rzymskokatolickich archidiecezji warszawskiej wchodzącej w skład metropolii warszawskiej. W skład dekanatu wchodzi 12 parafii:
- Narodzenia Pańskiego w Błoniu
- Świętej Trójcy w Błoniu
- Św. Maksymiliana Kolbego w Bramkach
- Wniebowzięcia NMP w Kampinosie
- Św. Apostołów Piotra i Pawła w Kaskach
- Narodzenia Św. Jana Chrzciciela w Lesznie
- Św. Antoniego z Padwy w Łaźniewie
- Niepokalanego Poczęcia NMP w Niepokalanowie
- Św. Bartłomieja Apostoła w Pawłowicach
- Św. Wojciecha BM w Płochocinie
- Wniebowzięcia NMP w Rokitnie
- Św. Doroty DM w Zawadach